# دهستان هتکه
دهستان هتکه یکی از دهستان‌های شهرستان سوادکوه شمالی در استان مازندران ایران است که در بخش نارنجستان قرار دارد.

## جمعیت
براساس سرشماری مرکز آمار ایران در سال ۱۳۹۵، جمعیت دهستان هتکه ۳۶۲۱ نفر (در ۱۲۴۹ خانوار) بوده‌است.